# Christian Bircher
Christian Bircher (≈ 12. September 1775 in Stans; † 5. Dezember 1861 ebenda) war ein Schweizer Politiker. Von 1822 bis 1845 gehörte er dem Regierungsrat (damals Wochenrat genannt) des Kantons Nidwalden an.

## Leben
Der Sohn des Anton Bircher und der Magdalena Schallberger wurde in Stans geboren. In die stark in die Politik eingebettete Verwandtschaft gehört nebst seinem Grossvater (Ratsherr) Anton Bircher auch sein Sohn Josef Bircher, der ebenfalls Regierungsrat war.
Seine politische Karriere begann erst spät. Er war zwischen 1822 und 1845 Regierungsrat und hatte die Funktion eines Landessäckelmeisters (Finanzministers) inne.
Bircher heiratete 1826 Maria Genovefa Odermatt. Aus dieser Ehe stammen zwei Kinder (eine Tochter und Regierungsrat Josef Bircher). Nach dem Tod seiner Gattin heiratete er am 10. Oktober 1836 in Stans Josefa von Büren. Diese Ehe blieb kinderlos. 